# Bakcheios aus Tanagra

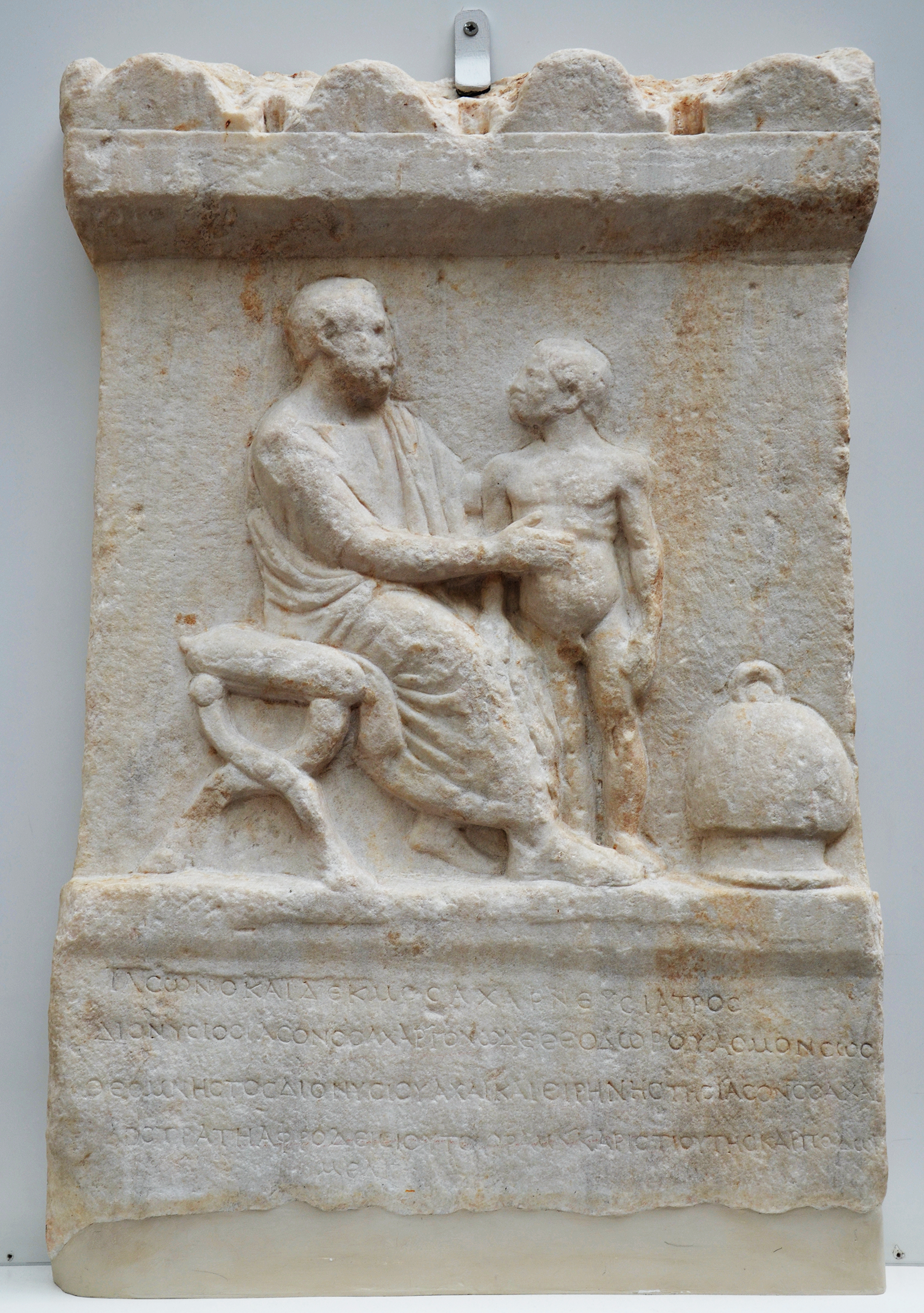
Griechischer Arzt, 2. Jh. v. Chr.

Bakcheios aus Tanagra (altgriechisch Βακχεῖος ὁ Ταναγραῖος, auch Bakchios, latinisiert Bacchius) lebte um 250–200 v. Chr. in Alexandria. Er war ein griechischer Arzt sowie Kommentator und Herausgeber der Schriften des Hippokrates.

## Zeitliche Einordnung
Aus den erhaltenen Fragmenten seiner Bücher ergibt sich die 2. Hälfte des 3. Jahrhunderts v. Chr. als seine Wirkungszeit: Er war Schüler des Herophilos von Chalkedon (um 325–255 v. Chr.) sowie Zeitgenosse des Arztes Philinos von Kos (3. Jahrhundert v. Chr.) und zitierte den Philologen Aristophanes von Byzanz (257–180 v. Chr.). Die Zeitzeugen lebten und lehrten wie er in Alexandria.

## Bedeutung
Er gehörte zur Alexandrinischen Schule, war einer der frühesten und wichtigsten Kommentatoren (Glossatoren) des Hippokrates von Kos und wurde als solcher in der Antike häufig benutzt und rezipiert (siehe Werk). Er ist grundlegend für die Hippokratesforschung.

## Werk
Von Bakcheios' Büchern sind nur noch Fragmente (Zitate) erhalten, überwiegend aus seinem dreibändigen Glossar des Hippokrates (Λέξεις Ἱπποκράτους). Dieses Glossar wurde von dem griechischen Grammatiker und Hippokrateskommentator Erotianos in seiner Sammlung der Wörter des Hippokrates (Τῶν παρ᾽ Ἱπποκράτει λέξεων συναγωγή) 64-mal, außerdem häufig von Galenos zitiert.
Von seinen übrigen Schriften ist kaum etwas erhalten, ihr Inhalt ist weitgehend unbekannt. Sie beschäftigten sich mit der Pulslehre, mit der Pathologie (siehe unten) und der Pharmakologie. Außerdem gab es ein Buch über die Schule des Herophilos: Erinnerungen an Herophilos als auch an die aus seinem Haus [= seine Schüler] (Ἀπομνημονεύματα Ἡροφίλου τε καὶ τῶν ἀπὸ τῆς οἰκίας αὐτοῦ).

## Pathologie und Heilmittel
Er lieferte einen Beitrag zur Bestimmung der Blutfüsse, und zwar den des Ausschwitzens, überliefert von Caelius Aurelianus: Die Alten erforschten auch die Unterschiede des Blutfusses … Die einen nennen drei, die der Ruptur (durch sichtbare Gewalteinwirkung), und die der Fäulnis (durch das Zerfressen der Adern), und die einer Verbindung, die die Griechen Anastomose nennen, wie Erasistratos. Andere nennen vier, sie fügen einen Begriff hinzu, und zwar den des Ausschwitzens, wie Bakcheios, der hinzufügt, dass das Blut aus dem Zahnfleisch fließe ohne jede Verletzung, und dass man bei der Pflege von Brüchen das Gewebe der Binden oft mit blutigen Flecken benetzt auffinde.
Galenos berichtet, dass Gaius Iulius Caesar ein Malagma (weichmachender Umschlag mit Salbenmischung nach einem Rezept) des Bakcheios angewandt habe.